# (822) Lalage
(822) Lalage es un asteroide perteneciente al cinturón de asteroides descubierto el 31 de marzo de 1916 por Maximilian Franz Wolf desde el observatorio de Heidelberg-Königstuhl, Alemania.
Se desconoce la razón del nombre.

## Características orbitales
Lalage forma parte de la familia asteroidal de Flora.